# 胡文箴
胡文箴（越南语：／，1932年7月9日—2013年7月31日），筆名明武（Minh Vũ），越南共和國醫生、官員，曾擔任越南共和國招撫部長（負責招回計劃）和退伍軍人事務部長。:1021975年越南共和國滅亡後被送入再教育營，被釋放後移居加拿大。2013年在加拿大逝世。

## 生平
1932年7月9日，胡文箴出生於越南中部承天省福積村。
1955年，胡文箴加大越國民黨。:1021969年被指定爲大越革命黨中央總代表。
1962年，胡文箴在西貢大學獲得醫學博士學位。1965年在哥倫比亞大學獲得理學博士學位。1969年在哥倫比亞大學獲得公共衛生博士學位。:102
1969年9月1日至1974年2月16日擔任越南共和國招撫部長，:102負責通過宣傳戰、心理戰鼓勵越共戰鬥人員投奔越南共和國政府的招回計劃。1974年2月18日開始擔任越南共和國退伍軍人事務部部長。
1975年5月，胡文箴被新政府逮捕並被送往再教育營，直至1988年2月。1993年5月胡文箴移居加拿大，定居於渥太華，擔任大越革命黨策略研究會（Hội-Ðồng Nghiên-Cứu Sách-Lược Ðại-Việt Cách-Mạng Ðảng）主席。
2013年7月31日，胡文箴在加拿大渥太華去世，享壽82歲。

## 個人生活
胡文箴是佛教徒，法名元明（Nguyên Minh）。胡的妻子是廣義省人，夫妻二人育有至少七個子女。:102

## 作品
- 《越南軍隊部隊的食物補給》（Les Relations Alimentaires dans les Corps de Troupes au Vietnam），博士論文，1962年[5]:102
- 《越南的營養狀況》（Nutrition situation in Vietnam），1965年[5]:103

## 荣誉
胡文箴獲得過如下勳章：:103
- 第五等保國勳章
- 第一等醫濟佩星
- 農村建設佩星
- 第一等民族發展佩星
- 第二等陸軍勳章
- 第一等名譽勳章
- 名譽級空務佩星
- 1960年代戰役佩星
- 第三等軍風佩星
- 第三等軍務佩星

## 外部鏈接
- HỒ VĂN CHÂM: Chương trình Chiêu Hồi của Việt Nam Cộng Hòa（页面存档备份，存于）
- THE CHIEU HOI PROGRAM OF VIETNAM（页面存档备份，存于）